# Matricaria chamomilla
Pour les articles homonymes, voir Camomille (homonymie).
Espèce
Classification phylogénétique

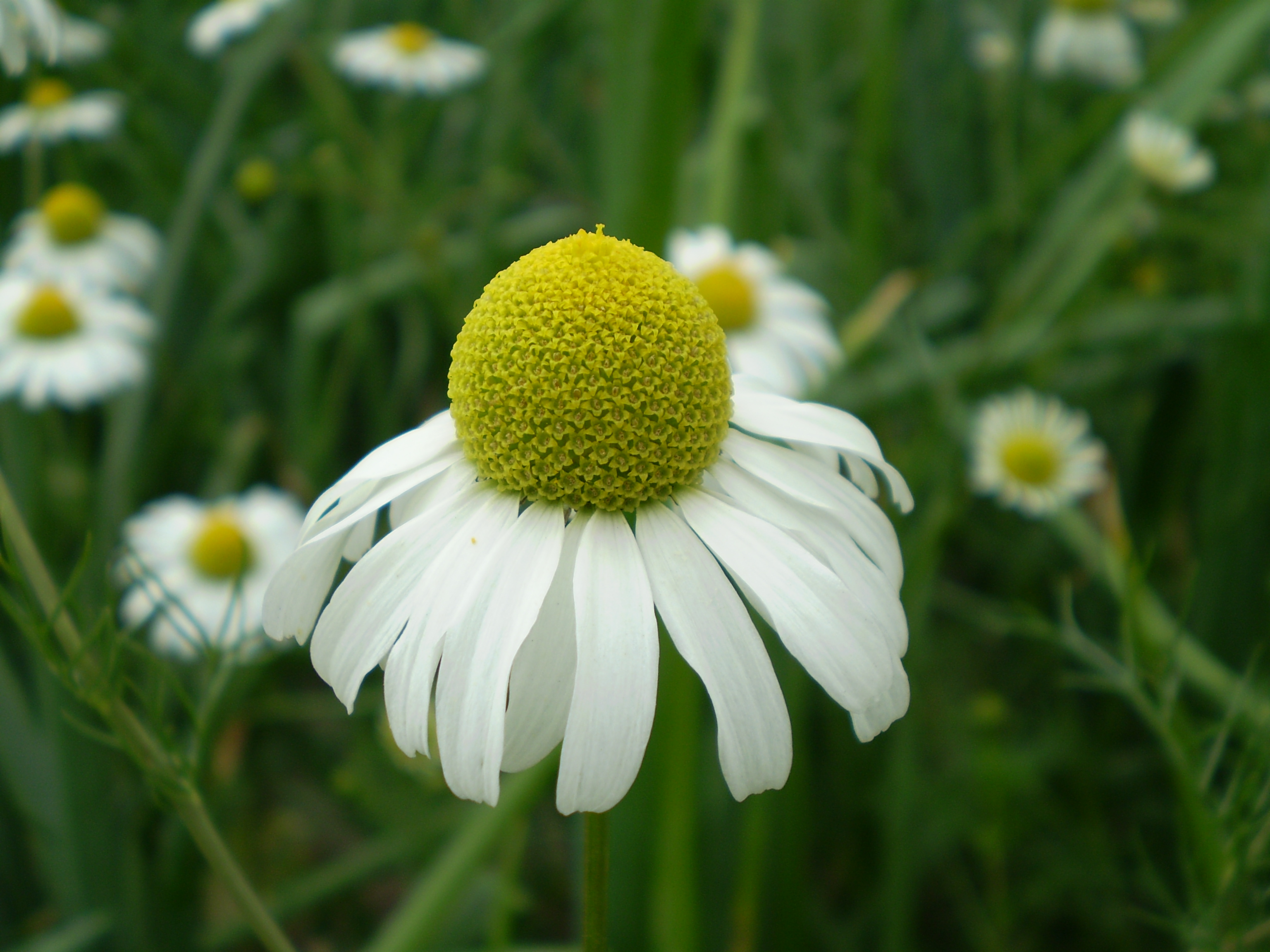
Fleur de Matricaire camomille.

La Camomille sauvage, Matricaire camomille, Petite camomille (Matricaria chamomilla) est une espèce de plante à fleurs de la famille des Astéracées et du genre Matricaria. Elle est parfois appelée camomille allemande, camomille vraie ou matricaire tronquée.
C'est une plante médicinale utilisée depuis l'Antiquité gréco-latine, appelée simplement « camomille » en herboristerie.
Elle ne doit pas être confondue avec deux autres plantes médicinales, appelées aussi localement « camomille » : la Grande camomille Tanacetum parthenium et la Camomille romaine Chamaemelum nobile.

## Étymologie
Le nom de genre Matricaria vient du latin matrix, -icis « 1. reproductrice, femelle, 2. matrice » (Gaffiot) et du suffixe -arius, -aria, par allusion aux vertus emménagogues de la plante.
Le terme de camomille remonte au grec chamaimelon χαμαιμηλον, littéralement « pomme du sol », le parfum de la camomille rappelant aux Grecs celui des pommes.
L'ancien épithète spécifique recutita est une flexion du latin recutitus « circoncis » (Gaffiot) par allusion au fruit sans pappus.

## Synonymes
De nombreux synonymes existent, parmi lesquels son ancien nom Matricaria recutita (L.) Rauschert. Voici un aperçu de leur diversité :
- Anthemis vulgaris L.
- Pyrethrum hispanicum Salzm.
- Chamomilla vulgaris (L. ex Steud.) S.F.Gray
- Chrysanthemum chamomilla (L.) Bernh.
- Chrysanthemum suaveolens (L.) Cav.
- Courrantia chamomilloides Sch.Bip.
- Leucanthemum chamaemelum Lam.

## Histoire
Des plantes de type « camomille » ont été utilisées dans les pharmacopées de l'Antiquité aussi bien en Égypte, qu'en Grèce ou à Rome et les anciens Germains (Warnes, Haries, Jutes, Angles, etc.) connaissaient déjà ses vertus médicinales. Bien qu'il soit souvent difficile d'identifier exactement les plantes mentionnées dans les textes anciens en termes d'espèces botaniques (une notion moderne qui n'a commencé à se préciser qu'au XVIIIe siècle avec Linné et Buffon), le latiniste de l'EPHE, Jacques André, y a reconnu la Matricaria chamomilla sous 16 phytonymes différents (aloitica, anthemis 3, apiana, beneola, chamaemelon 1, eranthemis, etc.).
En français, le terme de « camomille » convient à plusieurs plantes d'aspect assez proche, utilisées dans les pharmacopées européennes, comme la Matricaire camomille (Matricaria chamomilla), la Camomille romaine (Chamaemelum nobile) et la Grande camomille (Tanacetum parthenium).
L'encyclopédiste romain du Ier siècle, Pline, lui-même donnait six noms synonymes et précisait que « il y en a trois sortes qui ne diffèrent que par le feuillage et qui ne dépassent pas une palme ; elles ont de petites feuilles semblables à celles de la rue, blanches, couleur de pomme ou pourpres » (H.N., livre XXII, 53).
Stéphane Schmitt, le traducteur de Pline indique que ces « trois sortes » sont les trois espèces, actuellement nommées : matricaire camomille Matricaria chamomilla, matricaire dorée M. aurea et Anthemis rosea, la différence de couleur porte en réalité sur la fleur, non sur le feuillage.
Sous Charlemagne, le capitulaire De Villis (De villis vel curtis imperialibus) daté de l'an 812 recommandait la culture de plantes potagères dans les jardins du domaine royal. Parmi celles-ci, se trouve febrefugia qui pourrait être la matricaire camomille.

## Description

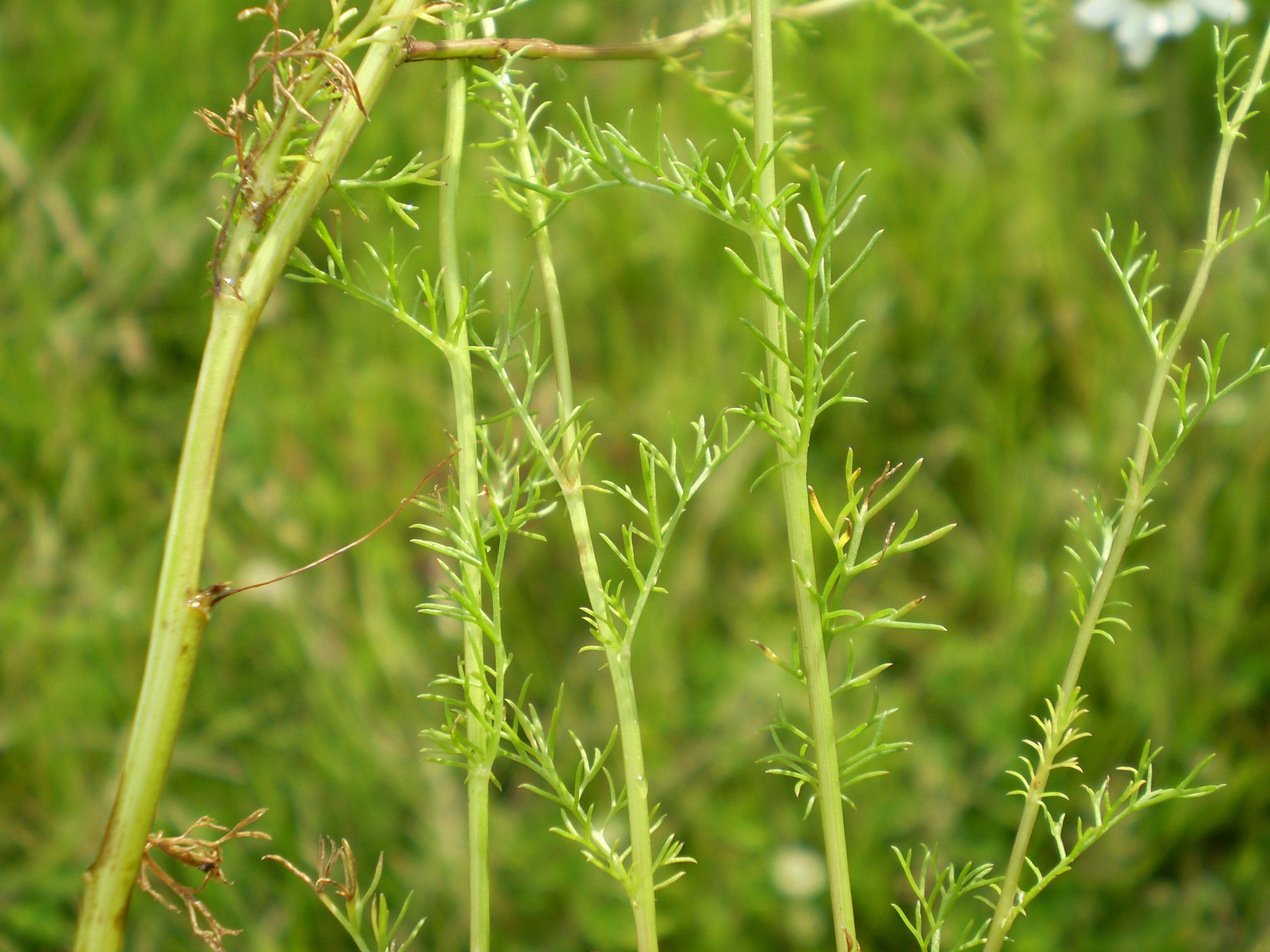
Feuilles pennatiséquées.

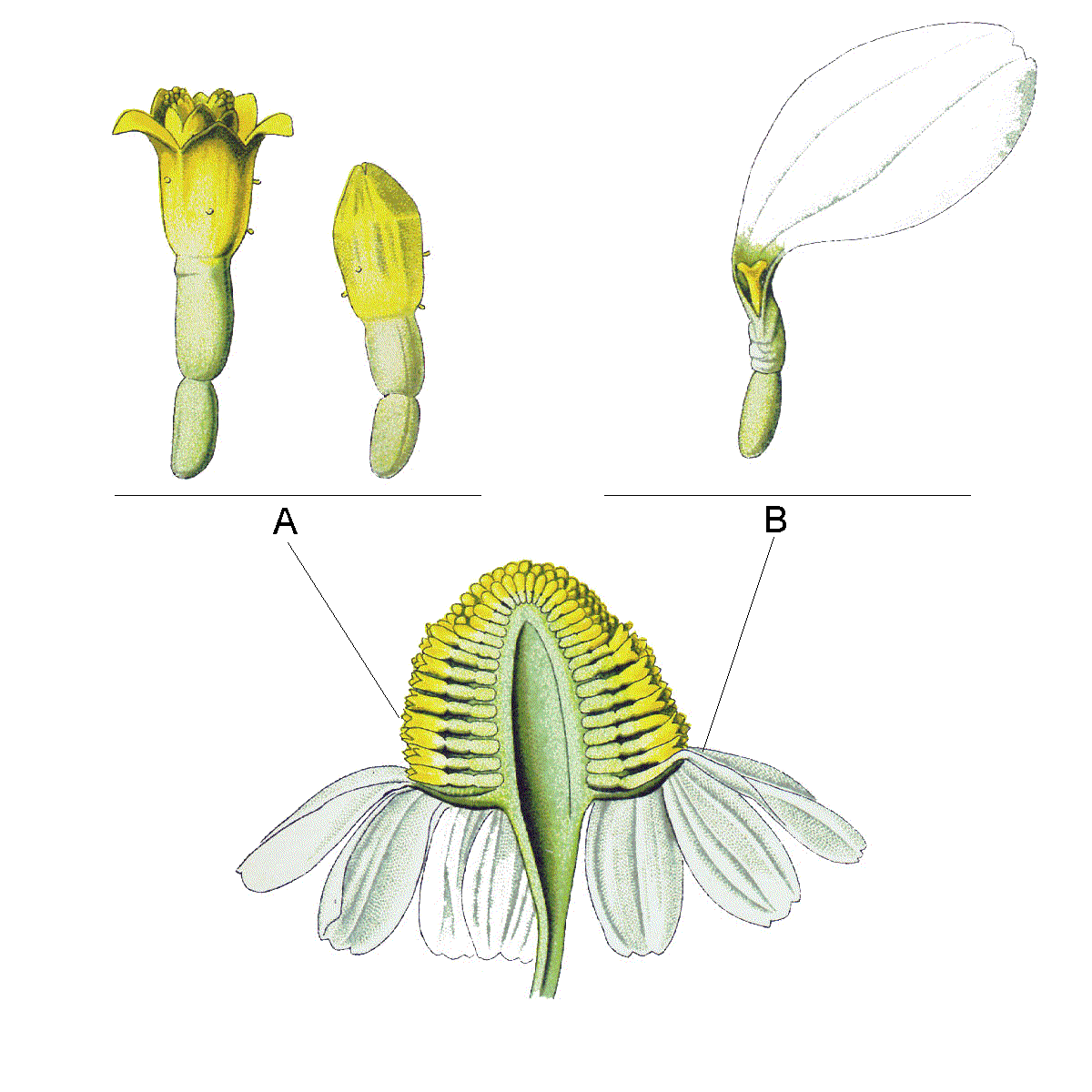
Capitule creux (section),
A 2 fleurs tubulées (actinomorphes)
B fleur ligulée (zygomorphe).

La Matricaire camomille est une petite plante herbacée annuelle, à tige unique, dressée (de 20 à 50 cm) et rameuse.
Les feuilles très découpées sont bi- à tripennatiséquées, à segments presque filiformes, aigus, larges de 0,3-0,4 mm.
L'inflorescence est un capitule solitaire, de 10-25 mm. Les fleurs minuscules se reconnaissent à leur odeur prononcée (l'odeur de camomille est typique). L'involucre hémisphérique (à la base du capitule), est formé de bractées imbriquées, verdâtres à marges membraneuse.
L'axe s'élargit en un réceptacle concave, plat au début puis conique, dépourvu de paillettes, sur lequel sont fixés deux types de fleurs :
- sur le disque central jaune verdâtre se trouvent les fleurs tubulées, à 5 lobes
- à la périphérie, se trouvent des fleurs ligulées, à ligule blanche de 6-10 x 2–3 mm, femelles. Les ligules se retournent vers le bas, peu après l'ouverture des fleurs

Elle fleurit de mai à novembre.
Les pétales de la corolle comportent des cellules coniques qui présentent un réseau de crêtes nanométriques donnant une iridescence : ces stries agissent comme un réseau de diffraction qui décompose la lumière blanche (comme le spectre lumineux formé par un prisme ou les irisations à la surface d'un CD) et reflète toutes les couleurs visibles, notamment le bleu. La Matricaire, comme de nombreuses plantes, n'a pas la capacité génétique et biochimique de produire des pigments dans le spectre bleu à ultraviolet. Elle crée ainsi cette iridescence afin d'attirer les pollinisateurs grâce à un guide à nectar.
Le fruit est un akène subcylindrique, très petit, de 1-2 x 0,5 mm, à 4-5 côtes ventrales, lisse sur le dos, d'un blanc jaunâtre, à pappus nul ou réduit à une petite couronne.
Elle se distingue par son réceptacle vide de Matricaria perforata et de Tripleurospermum maritima'' ssp. ''maritima'' (= Matricaria maritima) (dont les réceptacles sont remplis d'un tissu lâche).

## Distribution

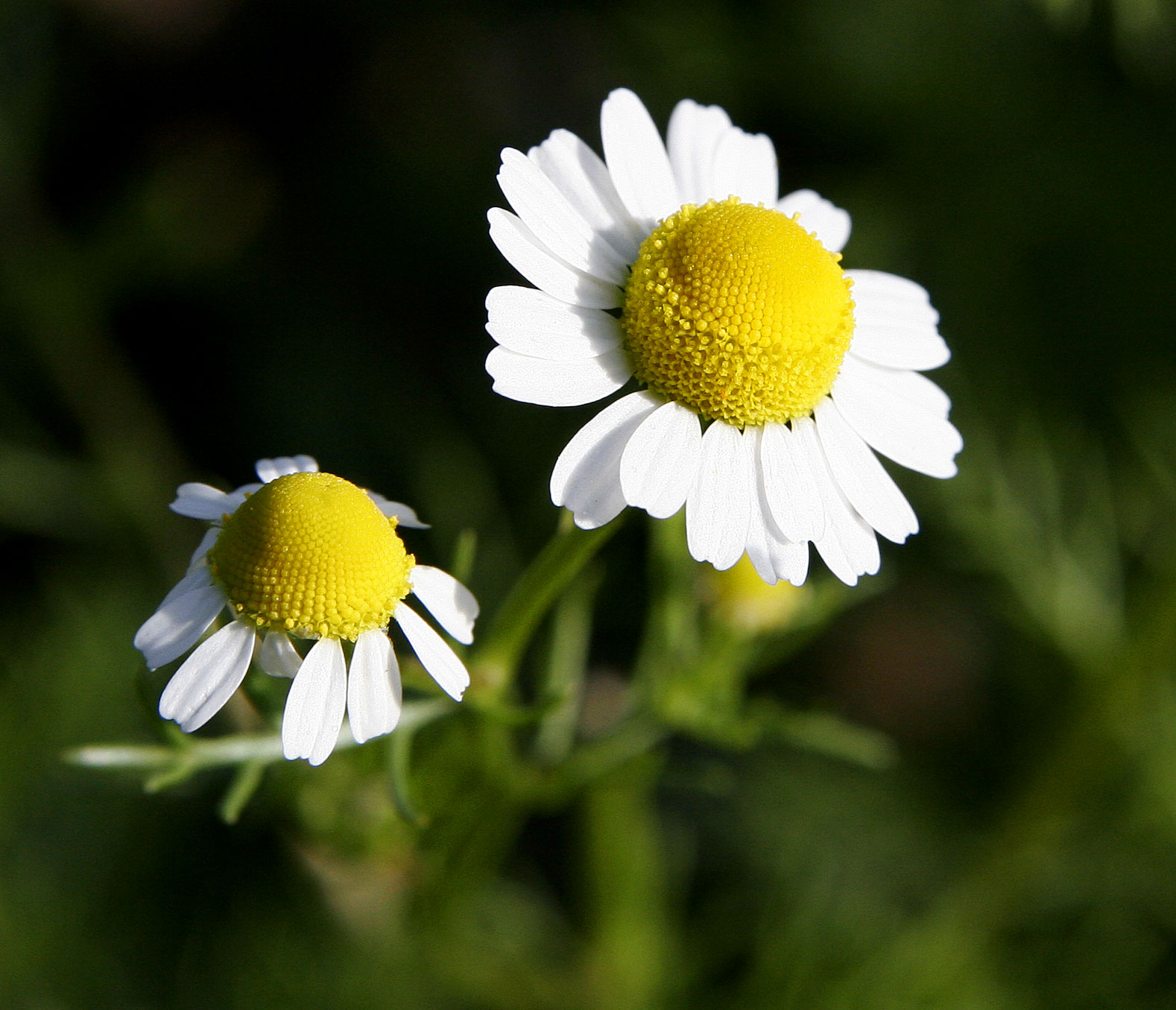
Fleurs.

La Matricaire camomille est largement distribuée en Europe, en Asie tempérée (Moyen-Orient, Asie centrale, certaines régions de Chine), l'Afrique du Nord (Algérie, Maroc). Elle est indigène dans tous ces pays. Elle est naturalisée en Australie, Europe de l'Est, nord de l'Inde, Amérique du Nord et du Sud. En Europe, elle est particulièrement abondante en Hongrie et dans les Balkans.
En France, on la rencontre dans toutes les régions à l'état sauvage en particulier le long des chemins, sur les terrains vagues, cultivés, surtout fertiles, les steppes salines ou sur sols sablonneux, à basse altitude.
C'est une espèce nitrocline, commensale des cultures sur argile ou sur limons.
La Matricaire camomille est largement cultivée dans plusieurs régions du monde : en Hongrie, Roumanie, Bulgarie, République Tchèque, Slovaquie, Allemagne, Grèce, Argentine, Égypte et Inde (où elle fut introduite, il y a 300 ans dans le Punjab et il y a 200 ans dans Uttar Pradesh).

## Différences entre les trois camomilles médicinales
Matricaria chamomilla se distingue des deux autres camomilles médicinales, par le fait que c'est une plante annuelle, constituée d'une seule tige érigée dressée. En tisane, elle est douce alors que les deux autres camomilles sont amères.
| Camomilles médicinales   |                                            |                                          |                                          |
|                          | Matricaria chamomilla matricaire camomille | Chamaemelum nobile camomille romaine     | Tanacetum parthenium grande camomille    |
|                          |                                            |                                          |                                          |
| plante                   | annuelle                                   | vivace                                   | vivace                                   |
| tige                     | une tige dressée                           | plusieurs tiges couchées puis redressées | plusieurs tiges dressées                 |
| feuille                  | 2-3-penniséquée                            | 2-3-penniséquée                          | 2-pennée à 3-5 lobes larges              |
| réceptacle               | sans paillettes                            | avec paillettes                          | sans paillettes                          |
| akène                    | 4-5 côtes                                  | 3 stries                                 | 6-8 côtes                                |
| indigène                 | Europe, Afrique du Nord, Asie tempérée     | Régions atlantiques                      | Europe de l'est et du sud, Asie tempérée |
| lactone sesquiterpénique | matricine →chamazulène (h.e.)              | nobiline                                 | parthénolide                             |

## Composition chimique de l'huile essentielle

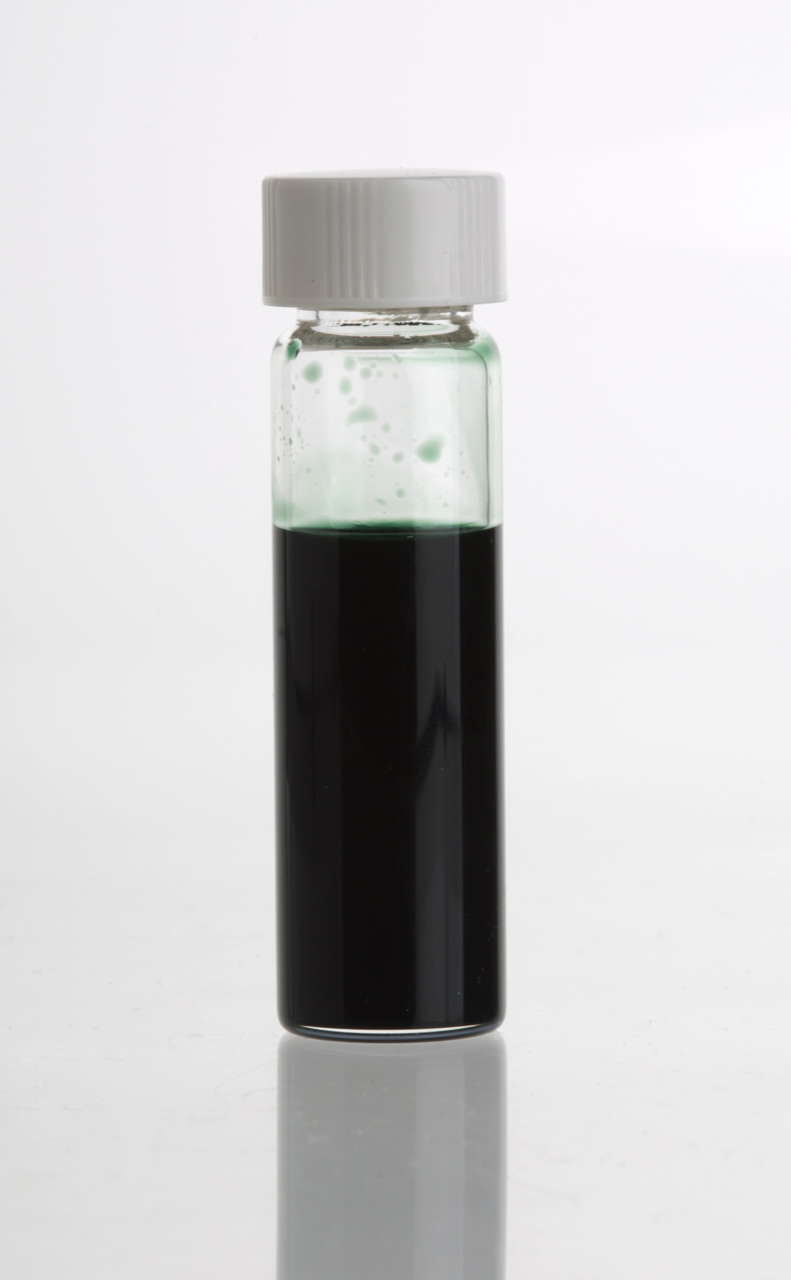
Huile essentielle de matricaire camomille.

L'extraction de l'huile essentielle des fleurs de la matricaire camomille se fait par une distillation à la vapeur. Il faut compter entre 3 et 5 kg de plante pour produire 10 ml d'huile essentielle de camomille allemande.
Cette huile de couleur bleue contient plus de 120 substances chimiques, : 28 terpénoïdes, 36 flavonoïdes, et 52 autres composés divers ayant une activité pharmacologique potentielle. Toutes ces substances sont des métabolites secondaires de la plante. Les deux constituants actifs essentiels sont (-)-alpha-bisabolol et le chamazulène, représentant de 50 à 65 % du contenu total en huile volatile. En raison de son usage commercial, l’huile essentielle, qui constitue 0,24–1,9 % des fleurs a été très étudiée.
L'huile de fleur de matricaire camomille est constituée principalement de sesquiterpènes (75-90 %) et seulement de traces de monoterpènes. Elle contient aussi jusqu'à 20 % de polyynes (polyacétyléniques).
La composition varie selon les régions d'origine, selon le cultivar et les conditions d'obtention mais elle est assez peu influencée par les conditions culturales. Quatre principaux chimiotypes peuvent être différenciés
- type A, avec prédominance des oxydes A de (-)-α-bisabolol
- type B, avec prédominance des oxydes B de (-)-α-bisabolol
- type C, avec prédominance de (-)-α-bisabolol
- type D, avec un ratio 1:1 de (-)-α-bisabolol et des oxydes A et B de (-)-α-bisabolol

| Principaux composés de l'huile essentielle |                                        |                                      |                                                                                      |
| Composé | Formule                                | % (Lawrence)                         | % (Singh)                                                                            |
| (-)-α-bisabolol |                                        | 4 - 77                               | 4,8 -11,3                                                                            |
| chamazulène |                                        | 1 - 18                               | 2,3 - 10,9                                                                           |
| oxydes A de (-)-α-bisabolol |                                        | 0 - 66                               | 25,5 - 28,7                                                                          |
| oxydes B de (-)-α-bisabolol |                                        | 3 - 59                               | 12,2 - 30,9                                                                          |
| farnésène |                                        | 15 - 28                              | 4,9 - 8,1                                                                            |
| oxydes A de (-)-α-bisabolone |                                        | 2 - 9                                |                                                                                      |
| cis-spiroéthers |                                        | 2 - 20                               |                                                                                      |
| trans-spiroéthers |                                        | 1- 5                                 |                                                                                      |
| èn-yne-dicycloéthers |                                        | 1 - 19                               |                                                                                      |
| Composés secondaires de l'huile essentielle (Bruneton)                                                                                        |                                        |                                      |                                                                                      |
| Flavonoïdes : glucosyl-7-apigénol et son dérivé acétylé en 6", des hétérosides de patulétol, lutéolol, hétérosides de quercétol, isorhamnétol | Coumarines : ombelliférone, herniarine | Acides-phénols : férulates, caféates | Sesquiterpènes : cadinène, furfural, spanthulénol, lactones : matricine, matricarine |

Cette huile est constituée par des métabolites qui sont responsables de la défense de la plante : en premier lieu les sesquiterpenes alpha-bisabolol, les oxydes A et B de bisabolol, et le (E)-β-farnésène. Ce dernier terpénoïde est un des composants de l’arôme fruité de la plante, présent aussi dans la peau de la pomme et d’autres fruits. Cela semble expliquer l’étymologie du mot camomille : du grec χαμαίμηλον chamaimēlon, de χαμαί chamai « à terre » et μήλον mēlon, « pomme ». Les terpénoïdes, jouent un rôle dans la pollinisation et aussi dans la protection des plantes lors des agressions par les insectes herbivores, en les chassant, intoxiquant ou en attirant les prédateurs de ces insectes. La teneur en terpénoïdes de la camomille semble expliquer son action acaricide,.

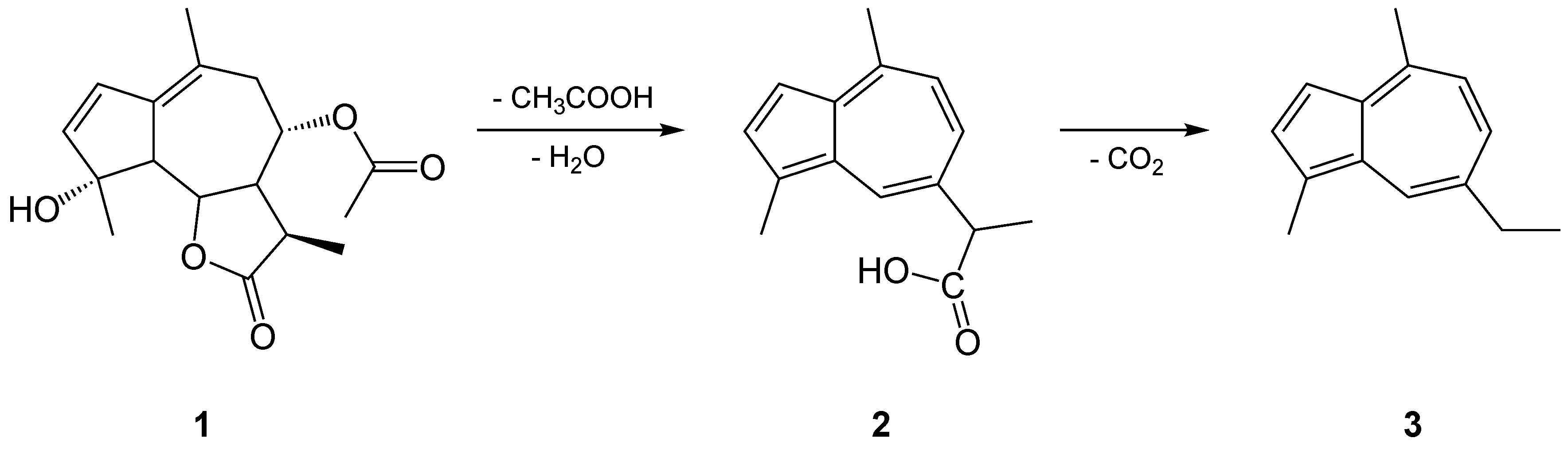
Biosythèse du chamazulène (3) à partir de la matricine (1).

Responsable de la couleur bleue de l’huile de camomille, le chamazulène, constitue 2,3-10,9 % de sa teneur. Il est formé à partir de la matricine lors de la distillation et diminue lors du stockage et sous l'action de la lumière. La matricine, une lactone sesquiterpénique, serait susceptible de posséder comme les autres terpénoïdes mentionnées ci-dessus, une fonction protectrice de la plante, car ces composés repoussent les prédateurs herbivores.
Présents jusqu’à 8 % de la composition de la fleur de camomille, les composés phénoliques, en particulier des flavonoïdes, donnent aux fleurons tubulés du capitule une couleur jaune. Les flavonoïdes protègent les plantes des rayons UV, des radicaux libres, pathogènes et herbivores, et attirent les pollinisateurs. Ainsi, la sécheresse provoque dans la camomille une production accrue d’un de ces flavonoïdes, l’apigénine.
Les fleurs de la camomille sauvage, et spécialement ses fleurons ligulés possèdent des benzopyrones associées aux flavonoïdes, les coumarines, qui donnent à la plante son odeur de foin fraîchement coupé.
Les métabolites primaires de la camomille sauvage, utilisés directement pour sa croissance et développement, ont été étudiés surtout par rapport à son adaptation aux stress environnementaux : la concentration en chlorophylle de la plante diminue sous l’effet du cuivre, de l’excès d’acide salicylique, et de l’excès d’eau. Le déficit en azote, par contre, n’a pas modifié la teneur de la plante en chlorophylle, mais a provoqué une diminution des protéines solubles dans ses feuilles et racines. Différents acides aminés rajoutés au milieu de croissance de la Camomille stimulent la synthèse de ses protéines et la font croître, augmentent le nombre de ses branches, le nombre de capitules et le poids de ses parties aériennes.

## Propriétés pharmacologiques
Les activités de la matricaire camomille ont été mises en évidence par des études in vitro et in vivo :
- Anti-inflammatoire : cette propriété peut être attribuée au chamazulène, à son précurseur la matricine, au (-)-α-bisabolol et à son oxyde[12],[26]. Une bonne activité anti-inflammatoire a été clairement établie sur l’œdème induit de la patte du rat, l'arthrite induite et l'érythème radio induit[27]. Le (-)-α-bisabolol s'oppose à l'ulcération gastrique induite par différents agents (éthanol, stress, indométacine, chez le rat, par voie orale). Une blessure sur la langue du rat, traitée par un onguent de camomille guérit plus rapidement[28] (car elle favorise l'épithélialisation avec un meilleur pourcentage de fibres de collagène).
- Spasmolytique : l'extrait hydro-alcoolique des fleurs est spasmolytique[26]. Cette activité pourrait être due à l'apigénol qui est plus actif que la papavérine sur l'iléon de Cobaye isolé.
- Antibactérien, antifongique : l'huile essentielle de la matricaire camomille est faiblement antibactérienne et antifongique[12]. Elle stimule la sécrétion biliaire chez le chat et le chien.
- Sédatif : des observations chez l'homme[12] ont fait état d'une action sédative de la matricaire camomille.

Suivant Bruneton, les résultats des essais cliniques (sur l'homme) cherchant à évaluer l'effet d'une crème à base de matricaire camomille comme traitement des inflammations de la peau et des muqueuses sont parfois contradictoires et difficiles à interpréter.

## Toxicité
Les fleurs de Matricaria chamomilla ne sont pas toxiques. Il en est de même de l'huile essentielle et du bisabolol. Toutefois la présence possible de lactones dans les préparations à base de camomille peut provoquer chez certaines personnes sensibles des dermites de contact allergiques. Les cas où Matricaria chamomilla est formellement mise en cause semblent plutôt exceptionnels[évasif][réf. nécessaire].

## Usages médicaux et risques

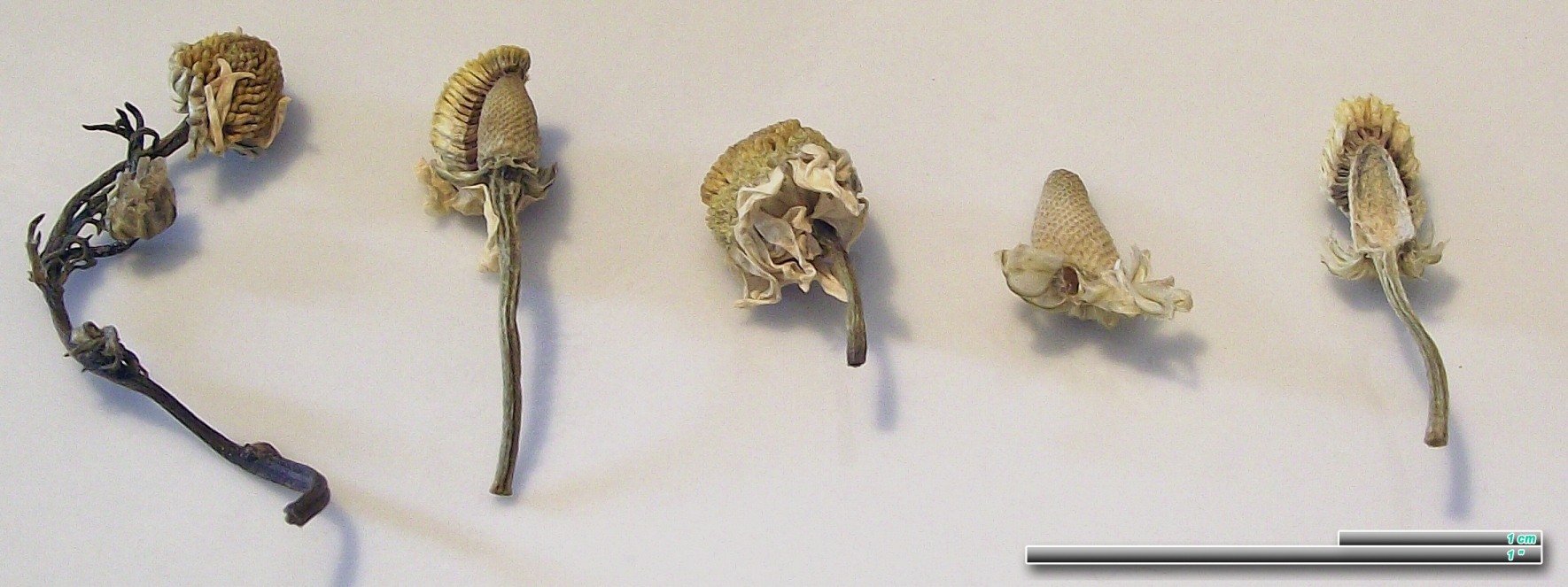
Matricaria flos : fleurs sèches de matricaire camomille utilisées en infusion.

En France, la Note explicative de l'Agence du médicament (1998) indique qu'il est possible de revendiquer, pour le capitule de la matricaire camomille, les indications thérapeutiques suivantes :
- par voie orale (en infusion), traditionnellement utilisé :

1. dans le traitement symptomatique de troubles digestifs (ballonnement épigastriques, lenteur de digestion, éructation, flatulence)
2. pour stimuler l'appétit

- en usage local

1. traitement d'appoint adoucissant et antiprurigineux des affections dermatologiques (crevasses, écorchures, gerçures, piqûres d'insectes), sous forme de cataplasme
2. comme antalgique dans les affections de la cavité buccale ou du pharynx (sous forme de collutoire, ou de pastille)
3. en cas d'irritation ou de gêne oculaire dues à des causes diverses comme une atmosphère enfumée, des efforts visuels soutenus, des bains de mer ou de piscine.

La matricaire camomille s'utilise comme la camomille romaine (Chamomillae romanae flos) : elle est réputée tonique, stomachique, antispasmodique et analgésique.
En médecine traditionnelle (Das, 2014), elle s'utilise en tisane, seule ou en mélange, et on lui attribue à dose modérée une certaine efficacité contre l'insomnie, dans le cas de troubles digestifs fonctionnels (vertu carminative), digestions difficiles (spasmes digestifs douloureux), contre l'eczéma, etc.
Das a fait l'inventaire complet des affections traitées traditionnellement par la camomille ; il donne une liste de 55 maladies et affections sur lesquelles la camomille a un effet bénéfique.
En soin de beauté, elle peut être utilisée en lotion et en eau de rinçage des cheveux.
Actuellement, la matricaire camomille est présente dans des produits cosmétiques, comme les shampooings (pour blondir les cheveux) et dans les gels anti-solaires. L'huile essentielle est utilisée en parfumerie et en savonnerie.
Son usage est déconseillé pendant les derniers mois de grossesse.

## Autres usages
- la vigne souffre chroniquement de stress hydrique à cause d'un enracinement trop superficiel ;
- les vignes sont installées sur un sol pierreux ou sableux pauvre en eau ;
- en cas de forte chaleur ou de canicule.